# Попов, Кирилл Андреевич
Кирилл Андреевич Попов (род. 21 мая 1998, Тацинская, Ростовская область, Россия) — российский профессиональный баскетболист, играющий на позиции центрового.

## Карьера
До 13 лет у Попова не было возможности заниматься баскетболом и он принимал участие в соревнованиях по волейболу, футболу, лёгкой атлетике и настольному теннису. К тому моменту его рост составлял 195 сантиметров. Знакомство с баскетболом у Кирилла произошло в 7 классе. Тренер местной школьной команды был заинтересован в высокорослом Попове, но совмещать спорт и учебу было сложно — тренировки шли после уроков и, учитывая дорогу домой, Кириллу просто не хватало бы времени на уроки и полноценный сон. 
Однажды, один из друзей позвал Попова заниматься в тренажерный зал, находившийся рядом с баскетбольным отделением. После одной из тренировок в зале Попов зашёл в баскетбольный зал, где тренировалась школьная сборная и понял, что тоже хочет попробовать. Тренер Владимир Радченко, длительное время активно приглашавший Попова в команду, был очень рад появлению у Кирилла интереса к баскетболу, и уже через неделю после первой тренировки Кирилл поехал на районные соревнования. Несмотря на то, что Попов тогда только знакомился с баскетболом, им интересовались тренеры других школ. Через несколько месяцев команда распалась, так как большая часть состава выпустилась. В школе осталась только женская команда и Попов попросился на просмотр. Тренер несколько раз отказывал ему, но увидев желание подростка заниматься баскетболом, разрешил ему принимать участие в тренировках.
По совместительству наставник женской команды был начальником по физической культуре и спорту станицы Тацинской. Благодаря тренеру семья Попова вышла на связь с академией «Локомотива-Кубань», но как только в клубе узнали о месте жительства Кирилла — ответили отказом, так как набирали ребят только из Краснодарского края. Затем тренер предложил Кириллу попробовать себя в метании молота и тот согласился поехать на сборы, но в последний момент всё сорвалось. Найти вариант, при котором можно будет совмещать учёбу и спорт, не представлялось возможным. Но Кирилл не терял надежды пробиться в большой спорт  и поехал на просмотр в ДЮСШ №7 Ростова-на-Дону, куда его приняли практически сразу. Жил в то время Кирилл у знакомых. В ростовской школе Попов встретил Павла Алексеевича Ушкалова. Павел Алексеевич много работал с Поповым индивидуально, объяснял ему различные тонкости и аспекты баскетбола. В то же время не получалось найти жилье. Благодаря помощи Елены Петровны Швайбович, Кирилла заселили в Училище Олимпийского резерва, где не было баскетбольного отделения, и Попов числился борцом.
Благодаря удачным выступлениям за команду ДЮСШ Кирилл попал в сборную Ростовской области и в 2012 году поехал на отборочный турнир спартакиады среди команд Южного Федерального Округа в Ейск. Там Кирилла заметил тренер «Локомотива-Кубань» Василий Григорьевич Сивер. Тренер связался с родителями Кирилла, и уже через пару дней Попов подписал первый контракт с «Локомотивом-Кубань-2». В системе краснодарского клуба Кирилл провёл 7 лет. За это время Попов прошёл путь от юниора до игрока основной команды, в сезоне 2019/2020 был капитаном «Локомотива-Кубань-ЦОП».
24 января 2018 года стал известен состав сборной Единой молодёжной лиги ВТБ на «Матч молодых звёзд». По итогам голосования тренеров команд-участниц молодёжной Лиги, Попов был выбран в состав команды. В этой игре Кирилл провёл на паркете 14 минут 41 секунду и набрал 3 очка и 6 подборов.
В феврале 2018 года Попов был включён в заявку «Локомотива-Кубань» на «Финал четырёх» Кубка России, но в полуфинальном и финальном матчах участия не принял.
16 декабря 2018 года Попов дебютировал на профессиональном уровне. В матче Единой лиги ВТБ против «Цмоки-Минск» (80:69) Кирилл провёл на площадке 1 минуту 51 секунду, но результативными действиями не отметился.
По окончании регулярного сезона 2017/2018 Единой молодёжной лиги ВТБ, Попов вошёл в символическую пятёрку турнира. В среднем за игру Кирилл проводил на площадке 25 минут, набирая по 16,7 очка и 9,5 подбора. Попов стал лидер регулярного сезона по дабл-даблам (18).
Сезон 2019/2020 Попов начинал в «ЦОП-Локомотив-Кубань» и показывал статистику в 17,5 очков и 6 подборов в среднем за игру, но в конце декабря перешёл в «Руну».
Летом 2021 года Попов стал игроком ЦСКА-2. В 35 матчах его статистика составила 8,1 очка и 4,1 подбора.
В июне 2022 года Попов перешёл в «Парму».
В июне 2023 года Попов подписал контракт с «Темп-СУМЗ». В составе команды Кирилл стал бронзовым призёром Суперлиги.
В июле 2024 года Попов продолжил карьеру в «Химках» с которыми во второй раз стал бронзовым призёром Суперлиги.
В июле 2025 года Попов подписал контракт с «Нижним Новгородом» по схеме «1+1».

## Сборная России
В декабре 2016 года Попов был включён в окончательную заявку сборной России (до 18 лет) для участия в чемпионате Европы.
В июне 2019 года Попов получил приглашение в открытый тренировочный лагерь для ближайшего резерва сборной России.

## Достижения
- Бронзовый призёр Суперлиги (2): 2023/2024, 2024/2025
- Обладатель Кубка России: 2018/2019